# Элистанжи

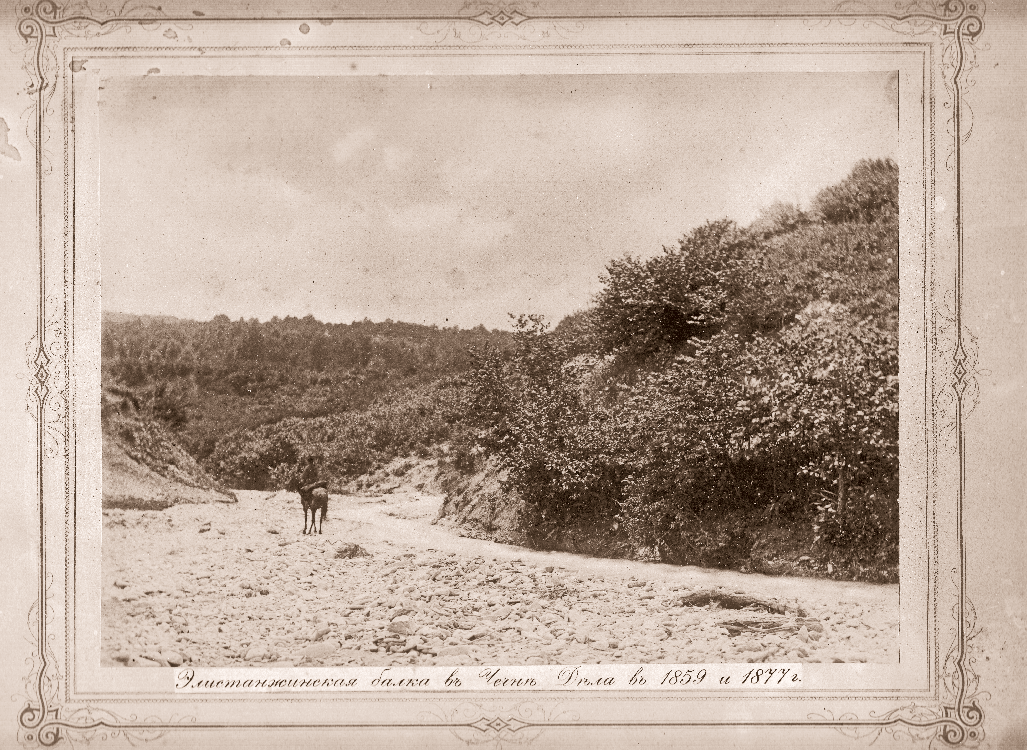
Близ Элистанжи (вторая половина XIX века)

Элистанжи (чечен. Элистанжа) — село в Веденском районе Чеченской Республики. Административный центр Элистанжинского сельского поселения.

## Название
Согласно одной из версий название села связано с чеченскими словами: «Эла», «сту» и «жай».
В 1870 году в 4 выпуске Сборника сведений о кавказских горцах Попова И. М. сообщает, что одними из первых выселенцев из Нашхи в Ичкерию были Элсан и Дишни. Элсан осел у подножья гор и данная поляна стала носить название Элсан-чу, изменённое впоследствии в Элистанжи.
Также есть неподтверждённая версия, по которой название имеет калмыцкое происхождение.

## География
Село расположено на левом берегу реки Элистанжи, между реками Ахка и Аржи-Ахк, в 17 километрах к западу от районного центра Ведено.
Ближайшие населённые пункты: на северо-востоке — сёла Верхатой, Ца-Ведено, на востоке — Октябрьское и Ведено, на западе — сёла Хаттуни и Тевзана, на юго-востоке — Эшилхатой.

## История

### В древности
При раскопках в селении обнаружена пряжка «типа Исти-су», учёные датируют её VI—V веками до нашей эры.

## Население
| 2002  | 2010  | 2012  | 2013  | 2014  | 2015  | 2016  |
| ----- | ----- | ----- | ----- | ----- | ----- | ----- |
| 1878  | ↗2570 | ↗2613 | ↗2624 | ↗2680 | ↗2720 | ↗2731 |
| 2017  | 2018  | 2019  | 2020  | 2021  | 2023  | 2024  |
| ↗2736 | ↗2769 | ↗2783 | ↗2797 | ↘2338 | ↗2380 | ↗2399 |